# Тиха Орліце
Тіха Орліце (нім. Stille Adler) — річка в східній Чехії в регіонах Пардубицькому та Краловоградецькому краях. Це один з двох витоків річки Орліце, а її протяжність від витоку до впадіння в Дику Орліце становить 107,5 км. Площа басейну Тіхої Орліце становить 757,1 км².

## Хід течії
Витікає на західному схилі гори Єржаб на Ганушовицькому високогір'ї, над селищем Горні Орліці, що є частиною села Червена Вода в окрузі Усті-над-Орлиццю. Нижче сіл Лічков і Младков тече через лісисту долину через Техонін до Яблонного над Орліцею. Біля Альбрехтіце-над-Орліці, при впадінні в Дивоку Орліці, вона утворює річку, яка далі по течії називається Орліце.

## Водний режим
У гирлі має середню витрату 7,4 м³/с.
Профілі стоку:
| місце              | річний кілометр | площа басейну km2 | приблизний стік, м.куб./с | сторічний стік, м.куб./с |
| ------------------ | --------------- | ----------------- | ------------------------- | ------------------------ |
| Ліхков             | 92,80           | 64,02             | 1,02                      | 104                      |
| Дольні Лібхави     | 51,30           | 303,94            | 3,94                      | 191                      |
| Чермна над Орліцею | 11,00           | 690,91            | 6,99                      | 242                      |

## Використання
Частина течії від Летограду через Усті-над-Орліці та Брандис-над-Орліці до Хочні та ліси на лівому березі до Бороградка придатні для піших прогулянок. Велосипедний маршрут № 4061 пролягає через долину Тихої Орліце. Частина заплави охороняється як природний парк Орліце.

## Охорона природи
Уся течія Tiché Orlice оголошена європейсько значущим місцем через відносно велику появу міноги. Річка протікає через кілька великих заповідних територій. Від села Младков внизу безпосередньо для захисту річки був створений природний парк Орліце.

## Зображення

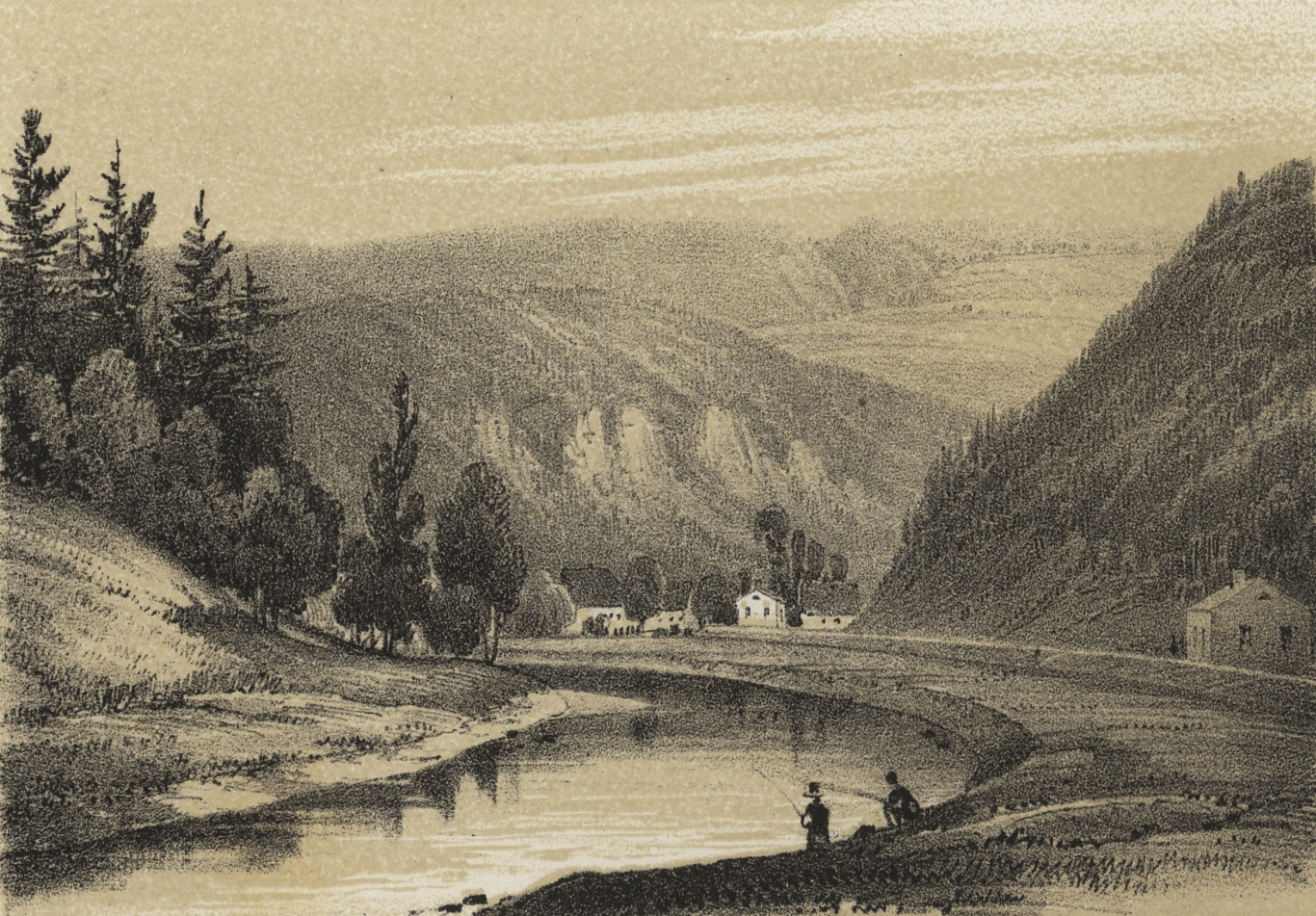
Долина Тіхої Орліце під час відкриття залізниці Оломоуц-Прага у 1845 році